# Amer Sports Oyj
La Amer Sports Oyj (formalmente Amer-Yhtymä Oyj) è una società per azioni finlandese fondata nel 1950 specializzata in attrezzature sportive con sede ad Helsinki.
È, ad oggi, la più grande multinazionale del suo settore, grazie anche alle numerose consociate che possiede.

## Marchi del gruppo[4]
- Salomon Group
- Wilson Sporting Goods
- Atomic Austria
- Arc'teryx
- Peak performance
- Armada
- Atec
- Enve composites
- Demarini
- Evoshield
- Luxilon
- Louisville slugger
- Suunto